# 余力為
余力為（ユー・リクウァイ、1966年8月12日 - ）は、香港の映画監督、脚本家、撮影技師。

## 経歴
1966年8月12日、香港に生まれる。
1996年のドキュメンタリー映画『ネオンの女神たち』につづき、1999年、フィクション映画『天上の恋歌』を監督する。2003年の監督作品『オール・トゥモローズ・パーティーズ』は第56回カンヌ国際映画祭の「ある視点」部門に出品され、2008年の監督作品『プラスティック・シティ』は第65回ヴェネツィア国際映画祭のコンペティション部門に出品される。2010年にパン・ホーチョン監督『ドリーム・ホーム』の撮影を手がけ、2011年にアン・ホイ監督『桃さんのしあわせ』の撮影を手がける。2013年、ジャ・ジャンクー監督『罪の手ざわり』の撮影を手がけた。

## フィルモグラフィー

### 監督
- ネオンの女神たち（1996年） - 兼脚本・撮影
- 天上の恋歌（1999年） - 兼脚本
- オール・トゥモローズ・パーティーズ（2003年） - 兼脚本
- 三人三色（2004年） - 兼脚本・撮影
- プラスティック・シティ（2008年） - 兼脚本

### 撮影
- 一瞬の夢（1997年） - 撮影
- プラットホーム（2000年） - 撮影
- 青の稲妻（2002年） - 撮影
- 世界（2004年） - 撮影
- 長江哀歌（2006年） - 撮影
- 四川のうた（2008年） - 撮影
- ドリーム・ホーム（2010年） - 撮影
- 桃さんのしあわせ（2011年） - 撮影
- パリ、ただよう花（2011年） - 撮影
- 罪の手ざわり（2013年） - 撮影
- 山河ノスタルジア（2015年） - 撮影

## 受賞
- 2008年 - 第34回ロサンゼルス映画批評家協会賞 - 撮影賞（『長江哀歌』）[8]